# Durankulaki-tó
A Durankulak-tó (bolgárul: Дуранкулашко езеро) egy brakkvizes lagúna (limán) Bulgária északkeleti részén, amelyet egy alig 100 méteres homokturzás választ el a Fekete-tengertől. A bolgár Fekete-tenger parton, a Dobrics megyei Durankulak falu közelében található, mintegy hat kilométerre délre a bolgár-román határtól. Védett terület, ahol számos ritka növény- és állatfaj él, 1984 óta pedig rámszari terület. Itt tárták fel Durankulak régészeti lelőhelyét is, amely a tó két szigete közül a nagyobbikon található.

## Földrajza
A tó Dobrudzsa térségében, a Fekete-tenger nyugati partján fekszik, északnyugaton Durankulak, délen Krapecs, délnyugaton Vaklino falvak között, mintegy 15 km-re északra Sabla városától és 10 km-re a Sablai-tótól. Körülbelül 10 000 évvel ezelőtt alakult ki a földkéreg epeirogén mozgásai miatt süllyedő szárazföldi és a Fekete-tengerbe ömlő folyók közeli torkolataiba visszaduzzadó tengervíz eredményeként.
A Durankulak-tó „Y” betű alakú, felső vége nyugat felé néz. Két fő ága van, a kisebbik északnyugati az I-9-es első osztályú út Durankulaknál lévő hídjánál kezdődik, a délnyugati pedig a Sablenszka reka folyóból táplálkozik. Területe mintegy 4 km² , nyugati részén két sziget található, a Nagy-sziget (0,02 km²) és a Kis-sziget (0,0053 km²). A Durankulak-tó egy mesterséges csatornán keresztül kapcsolódik az északon fekvő Orlovo Blato mocsárhoz.
Maximális mélysége 4 m, a víz térfogata 4,9 millió m³ , sótartalma 4‰-ig terjed. A rendszertelen folyóáramlás és az alacsony csapadékmennyiség miatt a tavat főként karsztforrások táplálják, melyek a teljes vízmennyiség mintegy 80%-át teszik ki. Az éves vízmérleg 11,714 millió m³ víz beáramlását tartalmazza, amelyből 2,001 millió m³ csapadékból, 0. 473 millió m³ felszíni vízből és 9,240 millió m³ felszín alatti vízből származik. A teljes vízfogyás 11,734 millió m³, amelyből 2,270 millió m³ párolgásból, 2,322 millió m³ a transpirációból származik, és 7,142 millió m³ a Fekete-tengerbe folyik.

## Természetvédelmi jelentősége
A tó több mint 260 ritka és veszélyeztetett faj élőhelyeként Bulgária egyik legfontosabb és legjobban megőrzött tengerparti vizes élőhelye a tőle mintegy 10 kilométerre fekvő Sablai-tórendszerrel együtt. Védett területnek minősül 1980 óta, területe 446 hektár. Emellett a Durankulaik-tó az Európai Unió madárvédelmi irányelve és élőhelyvédelmi irányelve alapján is védett. 1984 óta a tó a rámszari egyezmény értelmében a nemzetközi jelentőségű vizes élőhelyek közé tartozik. A védett terület földterülete állami tulajdonban van, és a bolgár Környezetvédelmi és Vízügyi Minisztérium kezeli.

## Régészeti jelentősége
A tó régészeti szempontból is fontos területnek számít. A nyugati part közelében Dobrudzsa legrégebbi ismert lakóinak veremházait tárták fel, amelyek Kr. e. 5100-4700-ra datálhatók, valamint Kr. e. 3500-3400-ból származó halomsírokat és egy szarmata nekropoliszt a késő ókorból. A Durankulaki-tó Nagy-szigete különösen fontos, mivel itt található egy Kr. e. 4600-4200 közötti eneolitikus település, amely nemzeti jelentőségű kulturális emlék. A szigeten található még egy Kr. e. 1300-1200 közötti erődített település, egy hellenisztikus sziklába vájt Kübelé-barlangszentély (Kr. e. 3. század) és egy bolgár település a Kr. u. 9-10. századból, az első bolgár birodalom idejéből. Korából és jelentőségéből adódóan a régészeti komplexumot a „bolgár Trója” néven emlegetik.

## Fordítás
- Ez a szócikk részben vagy egészben  a   Lake Durankulak című angol Wikipédia-szócikk ezen változatának fordításán alapul.  Az eredeti cikk szerkesztőit annak laptörténete sorolja fel. Ez a jelzés csupán a megfogalmazás eredetét és a szerzői jogokat jelzi, nem szolgál a cikkben szereplő információk forrásmegjelöléseként.